# رابطه اینشتین (نظریه جنبشی)
در فیزیک (به‌طور خاص، نظریهٔ جنبشی گازها) رابطهٔ اینشتین (همچنین با عنوان رابطهٔ رایت و سالیوان) یک ارتباط غیرمنتظره است که قبلاً به‌طور مستقل توسط ویلیام ساترلند در سال 1904 آلبرت اینشتین در سال ۱۹۰۵، و توسط ماریان اسمولوخوفسکی در سال 1906در کارهای خود در مورد حرکت براونی نشان داده شده‌است. شکل کلی‌تر این معادله:
{\displaystyle D=\mu \,k_{\text{B}}T,}
در اینجا
D ضریب نفوذ است.
{\displaystyle \mu } «موبیلیتی» یا نسبت سرعت رانش انتهایی ذره به یک نیروی اعمال شده، {\displaystyle \mu =v_{d}/F} است ؛ {\displaystyle k_{B}} ثابت بولتزمن است.
T دمای مطلق است.
این معادله نمونهٔ اولیهٔ رابطهٔ افت‌وخیز-هدررفت است.
دو شکل خاص مهم که اغلب مورد استفاده قرار می‌گیرند عبارت‌اند از:
{\displaystyle D={\frac {\mu _{q}\,k_{\text{B}}T}{q}}} (معادلهٔ تحرک الکتریکی، برای نفوذ ذرات باردار)
{\displaystyle D={\frac {k_{\text{B}}T}{6\pi \,\eta \,r}}} (معادلهٔ استوکس-اینشتین، برای نفوذ ذرات کروی از طریق مایعی با عدد رینولدز کم)
اینجا
q بار الکتریکی یک ذره است.
μ q تحرک الکتریکی ذرهٔ باردار است.
η گران‌رَوی دینامیکی است.
r شعاع ذره کروی است.